# Gaston Heux
Gaston Heux, né à Bruxelles en 1879 et mort à Etterbeek en 1951, est un poète, auteur de théâtre et conférencier belge de langue française.

## Biographie
Professeur de lettres à l'Athénée royal de Bruxelles il produisit une œuvre poétique au style parnassien.
En son honneur et en l'honneur de son épouse poétesse Mariette, l'Académie royale de langue et de littérature françaises de Belgique décerne un prix quadriennal d'un montant de 75 000 FB (1 800 euros) fondé par leur fils Raymond Heux, destiné à un écrivain de plus de quarante ans pour une œuvre importante ou pour l'ensemble de son œuvre.
Le peintre Lismonde, ancien élève à l'Athénée royal de Bruxelles a fait de lui un portrait désormais conservé aux Musées royaux des beaux-arts de Belgique.

## Œuvre
- Les Ailes de gaze, Bruxelles, 1898.
- L'Absent. Drame en un acte et en vers, Bruxelles : F. Donnay, 1900.
- Grégoire Le Roy. Étude; monographie, Bruxelles, 1893.
- L'Initiation douloureuse, Paris, 1924 (prix Beernaert).
- Le Sculpteur Jenny Lorrain, Bruxelles : Savoir et beauté, 1927.
- Symphonies et sérénades, Bruxelles, 1928.
- Petits hommes, 1935.
- L'Angoisse (théâtre), Braine-le-Comte : éditions de La Nervie ; Bruxelles : Impr. scientifique et littéraire.
- La Symphonie de l'égorgeoir, Bruxelles : Editions de la revue Terre Latines, 1936 (avec un portrait de l'auteur).
- La Conscience du quotidien : Les Glas et la vie, Bruxelles : Les Editions gauloises, 1937.
- Le Poète Henri Galoy, Bruxelles : Editions Gauloises, 1937.
- Le Théâtre historique du point de vue idéologique, Bruxelles : Le Thyrse, 1938.
- La Symphonie de l'humanité, Bruxelles : Les Editions Gauloises, 1939.
- Buchenwald, terre d'épouvante, par Maurice Germain-Lucigny Dubois ; Introduction de Gaston Heux, Bruxelles : Editions D.G.L. Copyright by Jeanne de Cœur, 1946.
- Lalla-Rouk, Joue de Tulipe. Poème dramatique, Bruxelles (Etterbeek) : F. La Gravière, 1947.
- Neuf symphonies militantes, Bruxelles : Claircopie, 1950.

## Iconographie
Les Musées royaux des beaux-arts de Belgique conservent le portrait du poète Gaston Heux, œuvre du peintre Lismonde daté de 1939.
La Bibliothèque royale de Belgique conserve une médaille à son effigie, œuvre de Jenny Lorrain (1867-1943), frappée en 1930.